# Aldeanueva de Santa Cruz
Aldeanueva de Santa Cruz är en kommun i Spanien. Den ligger i provinsen Ávila i den autonoma regionen Kastilien och León i centrala delen av landet, 150 km väster om huvudstaden Madrid. Antalet invånare är 102 (2024).